# Граф Дадли

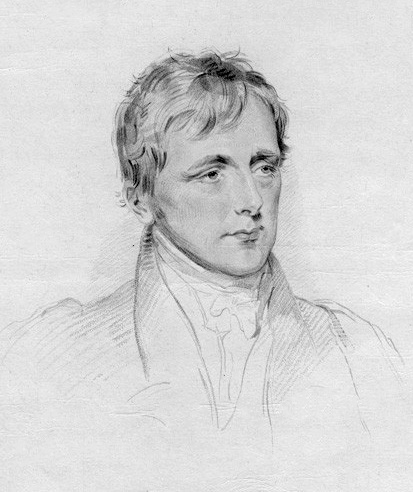
Джон Уильям Уорд, 1-й граф Дадли (1781—1833)

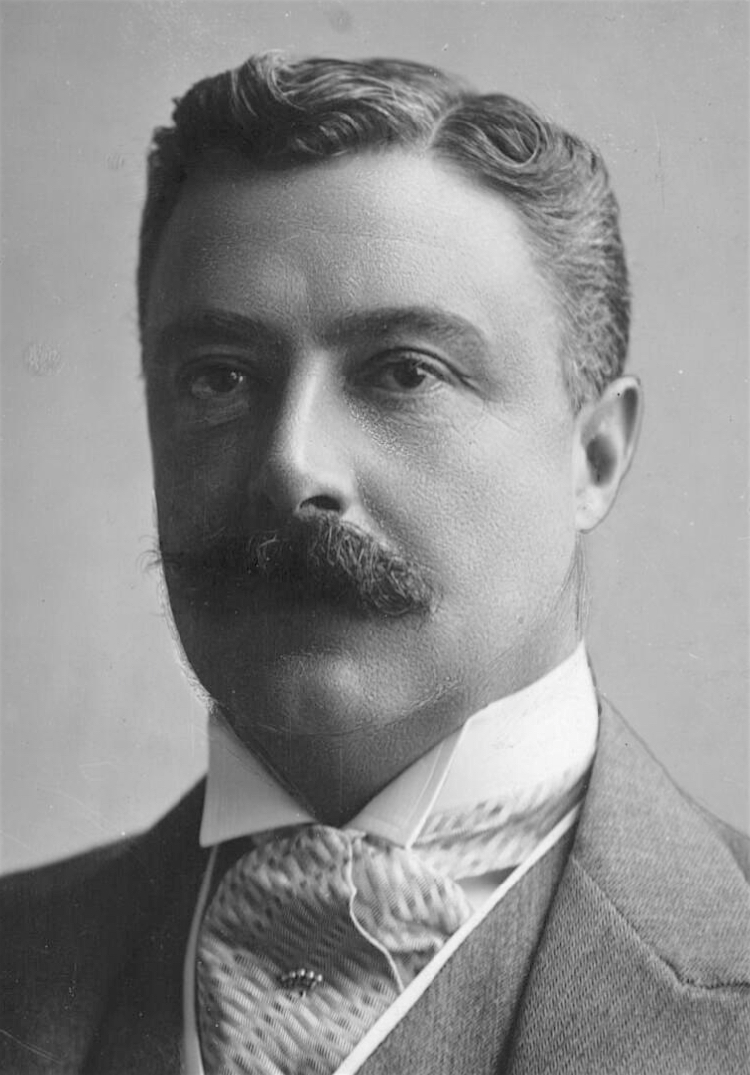
Уильям Уорд, 2-й граф Дадли (1867—1932)

Граф Дадли из замка Дадли в графстве Стаффордшир (англ. Earl of Dudley) — наследственный титул в системе Пэрства Соединённого королевства, созданный дважды в британской истории для представителей семьи Уорд.

## История
Семья Уорд происходила от сэра Хамбла Уорда (ок. 1614—1670), сын богатого ювелира, служившего королю Карлу I Стюарту. Он женился на Фрэнсис Дадли, 6-й баронессе Дадли, дочери сэра Фердинанда Дадли (1588—1621), старшего сына Эдварда Саттона, 5-го барона Дадли (1567—1643). Фрэнсис Дадли была выдана замуж своим дедом, лордом Дадли, для того, чтобы этот брак помог ему выкупить заложенное имение в районе Дадли. В 1644 году Хамбл Уорд, муж Фрэнсис, стал пэром Англии, получив титул барона Уорда из Бирмингема в графстве Уорвикшир. Леди Дадли и лорду Уорду наследовал их сын Эдвард Уорд, 7-й барон Дадли и 2-й барон Уорд (1631—1701). Он именовался как лорда Дадли и Уорд. Его преемником стал его внук, Эдвард Уорд, 8-й барон Дадли и 3-й барон Уорд (1683—1704). Он был сыном достопочтенного Уильяма Уорда. После ранней смерти лорда Дадли и Уорда титулы унаследовал его посмертный сын, Эдвард Уорд, 9-й барон Дадли и 4-й барон Уорд (1704—1731). Он скончался в молодом возрасте, титулы унаследовал его дядя, Уильям Уорд, 10-й барон Дадли и 5-й барон Уорд (1680—1740). В 1740 году после смерти Уильяма Уорда два баронства были разделены. Титул барона Дадли унаследовал его племянник, Фердинандо Дали Леа, 11-й барон Дадли (1711—1757). Титул барона Уорда перешел к Джону Уорду (1700—1774), который стал 6-м бароном Уордом. Он был внуком достопочтенного Уильяма Уорда (ум. 1714), второго сына 1-го барона Уорда. Он представлял в Палате общин Ньюкасл-андер-Лайм (1727—1734). В 1763 году для него был создан титул виконта Дадли и Уорда из Дали в графстве Вустершир (Пэрство Великобритании). Ему наследовал его сын от первого брака, Джон Уорд, 2-й виконт Дадли и Уорд (1725—1788). Он заседал в Палате общин от Мальборо (1754—1761) и Вустершира (1761—1774). Он скончался бездетным, его преемником стал его сводный брат, Уильям Уорд, 3-й виконт Дадли и Уорд (1750—1823). Он представлял в Палате общин Вустер (1780—1788). Ему наследовал его сын, Джон Уильям Уорд, 4-й виконт Дадли и Уорд (1781—1833). Он был политиком и занимал должность министра иностранных дел Великобритании (1827—1828). 5 октября 1827 года он получил титулы виконта Эднама из Эднама в графстве Роксбургшир и графа Дадли из замка Дадли в графстве Стаффордшир. Оба эти титулы были созданы в пэрстве Соединённого королевства.
В 1833 году после смерти бездетного Джона Уильяма Уорда, 1-го графа Дадли, титулы графа Дадли, виконта Эднама и виконта Дадли и Уорда прервались. Но титул барона Уорда унаследовал его троюродный брат, преподобный Уильям Хамбл Уорд, 10-й барон Уорд (1781—1835). Он был внуком преподобного Уильяма Уорда, младшего брата 1-го виконта Дадли и Уорда. Ему наследовал его старший сын, Уильям Уорд, 11-й барон Уорд (1817—1885). 17 февраля 1860 года для него были возрождены титулы виконта Эднама из Эднама в графстве Роксбургшир и графа Дадли из замка Дадли в графстве Стаффордшир (Пэрство Соединённого королевства). Его преемником стал его старший сын, Уильям Хамбл Уорд, 2-й граф Дадли (1867—1932). Он был консервативным политиком, занимал должности лорда-лейтенанта Ирландии (1902—1905) и генерал-губернатором Австралии (1908—1911). Ему наследовал его старший сын, Уильям Хамбл Эрик Уорд, 3-й граф Дадли (1894—1969). Он представлял в Палате общин Хорнси (1921—1924) и Вендсбери (1931—1932). 3-й граф Дадли скончался в Париже 26 декабря 1969 года, его преемником стал его старший сын, Уильям Хамбл Дэвид Уорд, 4-й граф Дадли (1920—2013), который носил графский титул до своей смерти 13 ноября 2013 года. Ему наследовал его сын, Уильям Хамбл Дэвид Джереми Уорд, 5-й граф Дадли (род. 1947).

## Другие известные представители семьи Уорд
- Уильям Дадли Уорд (1877—1946), либеральный политик и яхтсмен, бронзовый призёр летних Олимпийских игр 1908. Внук достопочтенного Хамбла Дадли Уорда, второго сына 10-го барона Уорда; был женат на светской львице Фриде Мэй Биркин (1894—1983)
- Пенелопа Дадли-Уорд (1914—1982), известная британская актриса, их дочь
- Достопочтенный сэр Джон Хьюберт Уорд (1870—1938), майор британской армии и царедворец, второй сын 1-го графа Дадли
- Джон Уорд (1909—1990), полковник лейб-гвардии, сын предыдущего
- Достопочтенный Роберт Уорд (1971—1942), консервативный политик, депутат Палаты общин от Кру (1895—1900), третий сын 1-го графа Дадли
- Достопочтенный Эдвард Фредерик Уорд (1907—1987), груп капитан RAF, третий сын 2-го графа Дадли
- Достопочтенный Джордж Уорд (1907—1988), консервативный политик, депутат Палаты общин от Вустера (1945—1960), четвертый сын 2-го графа Дадли. В 1960 году получил титул 1-го виконта Уорда из Уитли.
- Рэйчел Уорд (род. 1957) и Трейси Луиза Уорд (род. 1958), английские актрисы, дочери достопочтенного Питера Алистера Уорда, третьего сына 3-го графа Дадли.

## Бароны Уорд из Бирмингема (1644)
- 1644—1670: Хамбл Уорд, 1-й барон Уорд (ок. 1614 — 14 октября 1670), сын лондонского ювелира Уильяма Уорда и Элизабет Хамбл;
- 1670—1701: Эдвард Уорд, 7-й барон Дадли, 2-й барон Уорд (1631 — 3 августа 1701), старший сын предыдущего;
- 1701—1704: Эдвард Уорд, 8-й барон Дадли, 3-й барон Уорд (20 декабря 1683 — 28 марта 1704), сын достопочтенного Уильяма Уорда (1659—1692), внук предыдущего;
- 1704—1731: Эдвард Уорд, 9-й барон Дадли, 4-й барон Уорд (16 июня 1704 — 6 сентября 1731), единственный сын предыдущего;
- 1731—1740: Уильям Уорд, 10-й барон Дадли, 5-й барон Уорд (16 октября 1680 — 20 мая 1740), младший брат 8-го барона Дадли, дядя предыдущего;
- 1740—1774: Джон Уорд, 6-й барон Уорд (6 марта 1700 — 6 мая 1774), сын Уильяма Уорда (1677—1720), внук Уильяма Уорда (ум. 1714), правнук 1-го барона Уорда, виконт Дадли и Уорд с 1763 года.

## Виконты Дадли и Уорд (1763)
- 1763—1774: Джон Уорд, 1-й виконт Дадли и Уорд (6 марта 1700 — 6 мая 1774), сын Уильяма Уорда (1677—1720) и Мэри Грей;
- 1774—1788: Джон Уорд, 2-й виконт Дадли и Уорд (22 февраля 1725 — 10 октября 1788), сын предыдущего от первого брака;
- 1788—1823: Уильям Уорд, 3-й виконт Дадли и Уорд (21 января 1750 — 25 апреля 1823), второй сын 1-го виконта Дадли и Уорда от второго брака, сводный брат предыдущего;
- 1823—1833: Джон Уильям Уорд, 4-й виконт Дадли и Уорд (9 августа 1781 — 6 марта 1833), сын предыдущего, граф Дадли с 1827 года.

## Графы Дадли, первая креация (1827)
- 1827—1833: Джон Уильям Уорд, 1-й граф Дадли (9 августа 1781 — 6 марта 1833), единственный сын 3-го виконта Дадли и Уорда.

## Бароны Уорд (1644)
- 1833—1835: Уильям Хамбл Уорд, 10-й барон Уорд (9 сентября 1781 — 6 декабря 1835), сын Хамбла Уорда (1755—1785), внук преподобного Уильяма Уорда (ум. 1758), потомок 1-го барона Уорда из Бирмингема;
- 1835—1885: Уильям Уорд, 11-й барон Уорд (27 марта 1817 — 7 мая 1885), старший сын предыдущего, граф Дадли с 1860 года.

## Графы Дадли, вторая креация (1860)
- 1860—1885: Уильям Уорд, 1-й граф Дадли (27 марта 1817 — 7 мая 1885), старший сын 10-го барона Уорда;
- 1885—1932: Уильям Хамбл Уорд, 2-й граф Дадли (25 мая 1867 — 29 июня 1932), старший сын предыдущего;
- 1932—1969: Уильям Хамбл Эрик Уорд, 3-й граф Дадли (20 января 1894 — 26 декабря 1969), старший сын предыдущего;
- 1969—2013: Уильям Хамбл Дэвис Уорд, 4-й граф Дадли (5 января 1920 — 16 ноября 2013), старший сын предыдущего;
- 2013 — настоящее время: Уильям Хамбл Дэвид Джереми Уорд, 5-й граф Дадли (род. 27 марта 1947), единственный сын предыдущего от первого брака;
  - Наследник: Достопочтенный Линдер Гренвиль Дадли Уорд (род. 30 октября 1971), второй сын 4-го графа Дадли от второго брака, сводный брат предыдущего.